# Stoker
Stoker (bra: Segredos de Sangue) é um filme britânico-estadunidense de psicológico dirigido por Chan-wook Park. É estrelado por Mia Wasikowska, Matthew Goode e Nicole Kidman. Foi exibido pela primeira vez no Festival Sundance de Cinema, e estreou oficialmente em 1 de março de 2013 nos cinemas dos Estados Unidos. Seu lançamento nos cinemas brasileiros ocorreu em 14 de junho de 2013.

## Enredo
Em seu aniversário de 18 anos, India Stoker, tem sua vida virada de cabeça para baixo depois que seu pai amoroso Richard, morre em um acidente de carro. India em seguida sai com sua mãe instável, Evelyn. No funeral de Richard, Evelyn e India conhecem o charmoso e carismático irmão de Richard, Charlie, que passou sua vida viajando pelo mundo. Ele então anuncia que ele está hospedado indefinidamente para ajudar a apoia-las, o que alegra Evelyn e deixa India colérica. Pouco depois de Charlie mudar-se, India testemunha ele argumentando com a Srª McGarrick, a zeladora da casa. A Srª McGarrick depois desaparece. Charlie e Evelyn ficam mais íntimos enquanto India continua a rejeitar as tentativas de Charlie, que tenta fazer amizade com ela. Mais tarde, a tia de India, Gwendolyn, chega para visitar a família. No jantar, Gwendolyn mostra-se surpresa com as declarações de Charlie sobre viajar o mundo e diz para Evelyn que ela precisa conversar sobre Charlie.
Gwendolyn acaba mudando para um hotel, devido a um medo inexplicável de Charlie. No entanto, ela perde o telefone celular e tenta ligar para casa dos Stokers do telefone público do hotel. Enquanto ela está fazendo sua chamada, Charlie, parecendo estar chateado, entrega a Gwendolyn seu telefone e em seguida, estrangula-a até a morte com seu cinto. Enquanto isso, India vai para o porão para comer sorvete e descobre o corpo da Srª McGarrick no congelador. Ela atina que Charlie é um assassino. Mais tarde, India desencadeia sua agressividade interna na escola e apunhala um valentão, Chris Pitts, na mão com um lápis após ele tentar acertar um soco na sua cabeça. Isso chama a atenção de outro colega, Whip Taylor. India vai para casa e ao testemunhar a intimidade de Evelyn e Charlie, sai para um restaurante local e encontra Whip. Eles vão para a floresta, onde eles passam a se beijar até que India morde-o agressivamente, que em seguida, tenta estuprar India até que Charlie intervém e quebra o pescoço de Whip com seu cinto. India ajuda Charlie enterrar o corpo em seu jardim. Ela então tenta chamar Gwendolyn, mas ouve o seu telefone tocar no fundo do jardim, percebendo que Charlie matou-a também. Índia toma um banho e se masturba, culminando com ela lembrando-se de Charlie quebrando o pescoço de Whip.
Ao atravessar o escritório de Richard para reunir as coisas e ir embora, India descobre que a chave que ela recebeu como presente de aniversário pertence a uma gaveta trancada na secretária de Richard. No interior, ela encontra dezenas de cartas que Charlie escreveu para ela ao longo dos anos, que detalham suas viagens e expressam seu amor por sua sobrinha, embora eles nunca se encontraram. No entanto, India descobre que o endereço de envio nas costas dos envelopes é de um hospital psiquiátrico. India então confronta Charlie, que explica a verdade: Charlie assassinou seu irmão mais novo quando era uma criança, porque ele estava com ciúmes, pois Richard prestava mais atenção a ele. Charlie foi então colocado em uma instituição mental. Quando liberado no aniversário de 18 anos para ver India, Richard deu a Charlie um carro, uma generosa quantidade de dinheiro e um apartamento em Nova York, com a condição de que ele fique longe da família de Richard. Sentindo-se magoado e traído, Charlie bateu em Richard até a morte com uma rocha e encenou o acidente de carro.
Primeiramente, India está em choque e irritada. No entanto, ela aparentemente perdoa Charlie e fica mais próxima depois que ele fornece um álibi para ela quando o Xerife Howard questiona sobre o desaparecimento de Whip. Mais tarde, Evelyn expressa friamente seu desgosto por assistir Índia e Charle juntos, até que ela é confrontada por Charlie, o que implica que ela sabe a verdade sobre a morte de Richard. Charlie seduz Evelyn e tenta estrangulá-la, India aparece e mata Charlie com um rifle. Ela então enterra o corpo dele no quintal e vai para Nova York em seu carro. Ela é parada por excesso de velocidade pelo Xerife Howard, que então pergunta por que ela está com pressa. India responde que queria chamar a sua atenção, em seguida, enfia uma tesoura de jardineiro no seu pescoço. Ela persegue o xerife ferido em um campo e atira com seu rifle.[carece de fontes?]

## Elenco
- Mia Wasikowska como India Stoker
- Matthew Goode como Charlie Stoker
- Nicole Kidman como Evelyn Stoker
- Dermot Mulroney como Richard Stoker
- Jacki Weaver como Aunt Gwendolyn "Gin" Stoker
- Lucas Till como Chris Pitts
- Alden Ehrenreich como Whip Taylor
- Phyllis Somerville como Mrs. McGarrick
- Ralph Brown como Sheriff Howard
- Judith Godrèche como Doctor Jacquin

## Produção
O ator Wentworth Miller foi o responsável pela elaboração do roteiro de Stoker, assim como uma prequela, que foi intitulada de Uncle Charlie. Ele usou o pseudônimo "Ted Foulke" para apresentar o seu trabalho, e mais tarde explicou que seu desejo era ter um maior controle sobre as tramas em que participava, por isso optou pela construção de um roteiro. O script de Miller foi mais tarde incluído na "Lista Negra", elaborada pelo site MovieFone para os dez melhores roteiros do ano de 2010 que, na época, ainda estavam em processo de produção em Hollywood. Miller descreveu sua história como "um filme de terror, um drama familiar e um thriller psicológico". Ele afirmou ter se inspirado na obra literária Drácula, de Bram Stoker, e mais tarde esclareceu: "Não é uma história sobre vampiros. Nunca foi nossa intenção falar sobre os vampiros, mas é uma história de terror. É como um fogo vivo que é atiçado, e que também liga-se muito bem com a narrativa". O filme Shadow of a Doubt, de Alfred Hitchcock também influenciou bastante no roteiro da trama. "O ponto de partida é na verdade Shadow of a Doubt, de Hitchcock. Então, é aí que começamos, e logo depois, levamos [o roteiro] em uma direção muito, muito diferente", concluiu Miller.
Stoker também marca a estreia do diretor sul-coreano Park Chan-wook em Hollywood, sendo o seu primeiro filme em inglês. Em janeiro de 2011, foi relatado que Mia Wasikowska estava em negociações para interpretar a adolescente protagonista, e em fevereiro, Nicole Kidman também entrou em negociações para se juntar ao elenco. Em junho foi a vez de Matthew Goode ser anunciado como um candidato para interpretar o personagem Charlie Stoker, e logo depois Colin Firth foi anunciado como um possível concorrente, porém esse último teve que abandonar a trama, ficando com Goode o papel. Jacki Weaver, Lucas Till, Alden Ehrenreich, e Dermot Mulroney se juntaram ao elenco em julho e agosto de 2011.
As filmagens duraram quarenta dias, e se iniciaram em Nashville, Tennessee, em setembro de 2011. Algumas partes da trama também foram filmadas em áreas próximas da cidade de Murfreesboro, e também na região de Sewanee.
O compositor Philip Glass foi originalmente contratado para compor a trilha sonora da produção, mas foi substituído por Clint Mansell.

## Recepção

### Crítica
O filme foi exibido pela primeira vez durante o Festival Sundance, e a recepção foi em sua maioria positiva. Escrevendo para o jornal britânico The Guardian, o crítico de cinema Jeremy Kay chamou o filme de "um mistério familiar maravilhosamente montado e vestido como um conto de fadas gótico", e completou dizendo que a trama apresenta ao espectador os indícios dignos das obras de Hitchcock, diretor famoso pelas suas obras de suspense: "As referências literárias e de simbolismo são abundantes em Stoker. Você pode se prender ao filme ao tentar descobrir quem é quem. Essa é a ideia. Todas as pistas estão lá. Você apenas tem que olhar por perto", concluiu o crítico. Em sua análise, ele deu quatro estrelas de cinco ao longa. Outro crítico chamado Richard Roeper do Chicago Sun-Times classificou o longa com 3.5 estrelas de 5, chamando-o de "perturbadoramente bom". Já Peter Travers da Rolling Stone deu uma nota 3 de 4, classificando a obra como um "thriller de beleza selvagem". O agregador de resenhas Rotten Tomatoes, que faz uma média da aprovação de um filme baseando-se nas críticas recolhidas, deu à produção uma classificação de 68% com base em 167 comentários. O consenso do site diz o seguinte: "Seu roteiro não chega a carregar o peso dramático de seu trabalho anterior, mas Park Chan-wook mostra em Stoker a sua visão para imagens suntuosas e seu afeto pelo tom sombrio e narrativas atmosféricas povoadas por personagens misteriosos".

### Bilheteria
Embora o filme tenha recebido críticas favoráveis da imprensa, seu lucro com a bilheteria foi considerado baixo. Com um orçamento de mais de US$ 12 milhões, Stoker conseguiu mundialmente US$ 9.356.992, sendo que desse total, 18% foi arrecadado apenas nos cinemas dos Estados Unidos e Canadá, onde a trama obteve um faturamento de US$ 1.703.125. Mundialmente, a produção conseguiu números favoráveis em alguns países da América Latina e Europa, sobretudo no Reino Unido, onde conseguiu um lucro de US$ 1.331.944. No Brasil, atingiu a 13.ª colocação na lista dos filmes mais vistos pelo público brasileiro nas salas de cinemas entre os dias 14 e 16 de junho de 2013, faturando mais de 64 mil dólares durante o período em que foi exibido no país, um número baixo quando comparado ao lucro de Stoker em outras regiões do globo.